# Advanced Crew Escape Suit

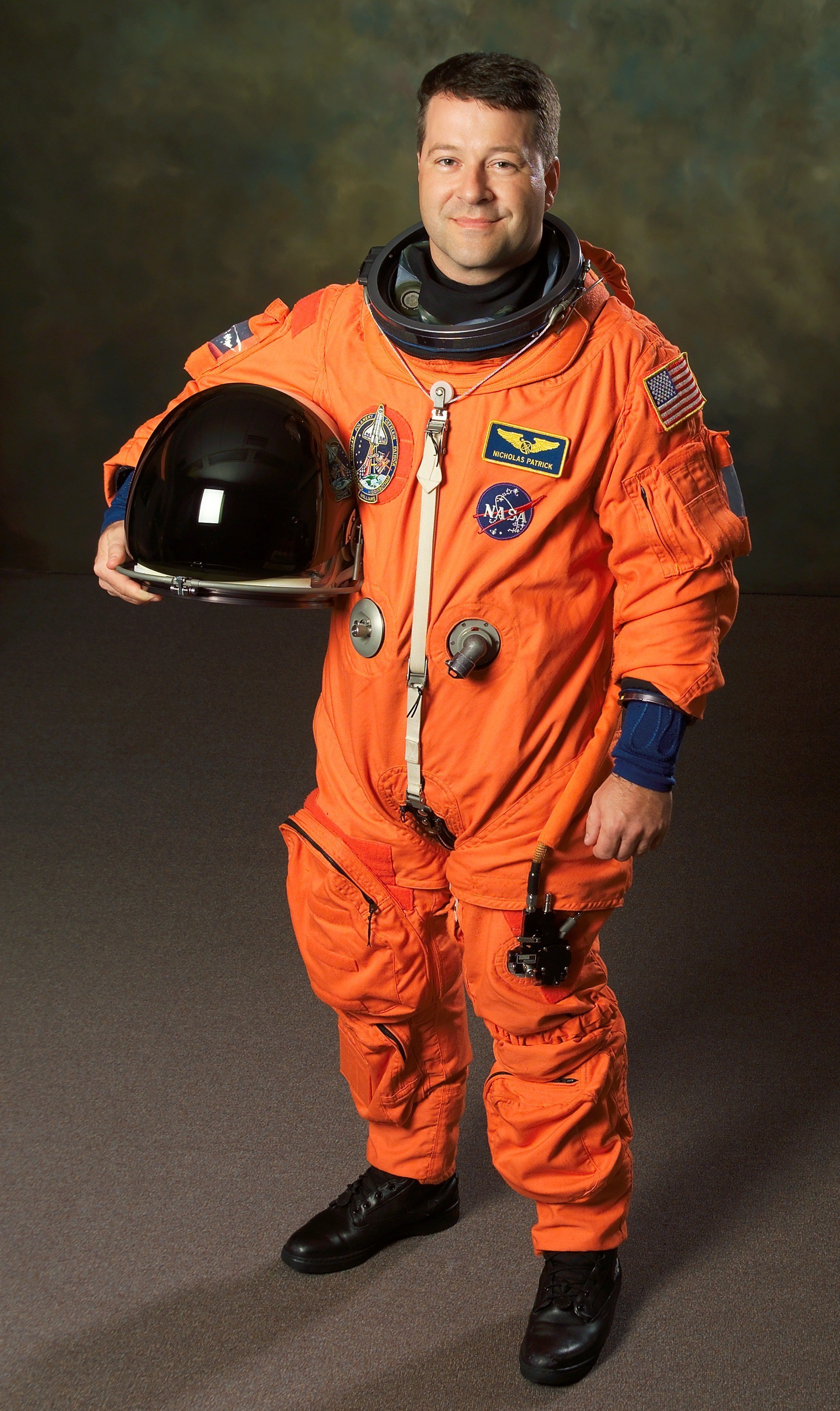
Tuta ACES

La Advanced Crew Escape Suit modello S1035, chiamata anche ACES, è una tuta pressurizzata completa, utilizzata per gli equipaggi delle missioni Space Shuttle nelle fasi di lancio e rientro del volo.
La tuta è una diretta discendente delle tute per alte altitudini sviluppate dalla U.S. Air Force per vestire gli equipaggi del SR-71 Blackbird, per i piloti degli U-2 e dell'X-15, e per gli astronauti delle missioni del programma Gemini. È molto simile anche alla Launch Entry Suit utilizzata dagli astronauti a partire dalla missione STS-26 (il primo volo dopo il Disastro del Challenger).
La tuta è stata utilizzata dalla NASA a partire dalla missione STS-64 (1995) ed è attualmente in uso.
È prodotta dalla David Clark Company presso Worcester (Massachusetts).